# Фосје
Фосје (фр. Fossieux) насеље је и општина у североисточној Француској у региону Лорена, у департману Мозел која припада префектури Шато Сален.
По подацима из 2011. године у општини је живело 159 становника, а густина насељености је износила 31,42 становника/km². Општина се простире на површини од 5,06 km². Налази се на средњој надморској висини од 400 метара (максималној 258 m, а минималној 189 m).

## Демографија
| 1962. | 1968. | 1975. | 1982. | 1990. | 1999. | 2011. |
| ----- | ----- | ----- | ----- | ----- | ----- | ----- |
| 115   | 118   | 118   | 113   | 141   | 149   | 159   |

График промене броја становника у току последњих година